# Lijst van nummer 1-hits in de Radio 2 Top 30 in 1987
Deze hits stonden in 1987 op nummer 1 in de BRT Top 30, de voorloper van de huidige Vlaamse Radio 2 Top 30.
| Nummer | Datum        | Artiest                          | Titel                                      |
| ------ | ------------ | -------------------------------- | ------------------------------------------ |
| 316    | 3 januari    | The Bangles                      | Walk Like an Egyptian                      |
| 317    | 10 januari   | Pet Shop Boys                    | Suburbia                                   |
| 316    | 17 januari   | The Bangles                      | Walk Like an Egyptian                      |
| 318    | 24 januari   | Mel & Kim                        | Showing Out (Get Fresh at the Weekend)     |
|        | 31 januari   | Mel & Kim                        | Showing Out (Get Fresh at the Weekend)     |
|        | 7 februari   | Mel & Kim                        | Showing Out (Get Fresh at the Weekend)     |
| 319    | 14 februari  | Jackie Wilson                    | Reet Petite                                |
|        | 21 februari  | Jackie Wilson                    | Reet Petite                                |
|        | 28 februari  | Jackie Wilson                    | Reet Petite                                |
|        | 7 maart      | Jackie Wilson                    | Reet Petite                                |
|        | 14 maart     | Jackie Wilson                    | Reet Petite                                |
| 320    | 21 maart     | Aretha Franklin & George Michael | I Knew You Were Waiting (for Me)           |
| 321    | 28 maart     | Mel & Kim                        | Respectable                                |
|        | 4 april      | Mel & Kim                        | Respectable                                |
|        | 11 april     | Mel & Kim                        | Respectable                                |
|        | 18 april     | Mel & Kim                        | Respectable                                |
| 322    | 25 april     | Piet Veerman                     | Sailin' Home                               |
|        | 2 mei        | Piet Veerman                     | Sailing Home                               |
|        | 9 mei        | Piet Veerman                     | Sailing Home                               |
|        | 16 mei       | Piet Veerman                     | Sailing Home                               |
| 323    | 23 mei       | Jan Hammer                       | Crockett's Theme                           |
|        | 30 mei       | Jan Hammer                       | Crockett's Theme                           |
| 324    | 6 juni       | Johnny Logan                     | Hold Me Now                                |
|        | 13 juni      | Johnny Logan                     | Hold Me Now                                |
|        | 20 juni      | Johnny Logan                     | Hold Me Now                                |
|        | 27 juni      | Johnny Logan                     | Hold Me Now                                |
| 325    | 4 juli       | Whitney Houston                  | I Wanna Dance with Somebody (Who Loves Me) |
|        | 11 juli      | Whitney Houston                  | I Wanna Dance with Somebody (Who Loves Me) |
|        | 18 juli      | Whitney Houston                  | I Wanna Dance with Somebody (Who Loves Me) |
| 326    | 25 juli      | George Michael                   | I Want Your Sex                            |
|        | 1 augustus   | George Michael                   | I Want Your Sex                            |
| 327    | 8 augustus   | Madonna                          | Who's That Girl                            |
|        | 15 augustus  | Madonna                          | Who's That Girl                            |
| 328    | 22 augustus  | Michael Jackson                  | I Just Can't Stop Loving You               |
|        | 29 augustus  | Michael Jackson                  | I Just Can't Stop Loving You               |
|        | 5 september  | Michael Jackson                  | I Just Can't Stop Loving You               |
|        | 12 september | Michael Jackson                  | I Just Can't Stop Loving You               |
|        | 19 september | Michael Jackson                  | I Just Can't Stop Loving You               |
|        | 26 september | Michael Jackson                  | I Just Can't Stop Loving You               |
| 329    | 3 oktober    | Michael Jackson                  | Bad                                        |
|        | 10 oktober   | Michael Jackson                  | Bad                                        |
|        | 17 oktober   | Michael Jackson                  | Bad                                        |
|        | 24 oktober   | Michael Jackson                  | Bad                                        |
| 330    | 31 oktober   | Rick Astley                      | Never Gonna Give You Up                    |
|        | 7 november   | Rick Astley                      | Never Gonna Give You Up                    |
|        | 14 november  | Rick Astley                      | Never Gonna Give You Up                    |
| 331    | 21 november  | M/A/R/R/S                        | Pump Up the Volume                         |
| 332    | 28 november  | George Michael                   | Faith                                      |
|        | 5 december   | George Michael                   | Faith                                      |
|        | 12 december  | George Michael                   | Faith                                      |
|        | 19 december  | George Michael                   | Faith                                      |
|        | 26 december  | George Michael                   | Faith                                      |